# Les Côtes-d’Arey
Les Côtes-d’Arey ist eine französische Gemeinde mit 2.023 Einwohnern (Stand: 1. Januar 2022) im Département Isère in der Region Auvergne-Rhône-Alpes. Sie gehört zum Arrondissement Vienne, zum Kanton Vienne-2 und zum Gemeindeverband Pays Viennois. Die Einwohner werden Côtarins genannt.

## Geographie
Die Gemeinde Les Côtes-d’Arey liegt am Bach Suzon am Rand eines Bergrückens zwischen den Flusstälern von Gère, Varèze und Rhône, neun Kilometer südlich von Vienne. Umgeben wird Les Côtes-d’Arey von den Nachbargemeinden Reventin-Vaugris im Nordwesten und Norden, Vienne im Norden, Jardin im Nordosten, Saint-Sorlin-de-Vienne im Nordosten und Osten, Chalon im Osten, Vernioz im Südosten und Süden, Cheyssieu im Südwesten sowie Saint-Prim im Westen.

## Bevölkerungsentwicklung
| Jahr                       | 1962 | 1968 | 1975 | 1982 | 1990 | 1999 | 2006 | 2012 | 2021 |
| -------------------------- | ---- | ---- | ---- | ---- | ---- | ---- | ---- | ---- | ---- |
| Einwohner                  | 632  | 639  | 709  | 1059 | 1214 | 1551 | 1729 | 1958 | 2024 |
| Quellen: Cassini und INSEE |      |      |      |      |      |      |      |      |      |

## Sehenswürdigkeiten
- Kapelle Saint-Mamert, seit 1974 Monument historique

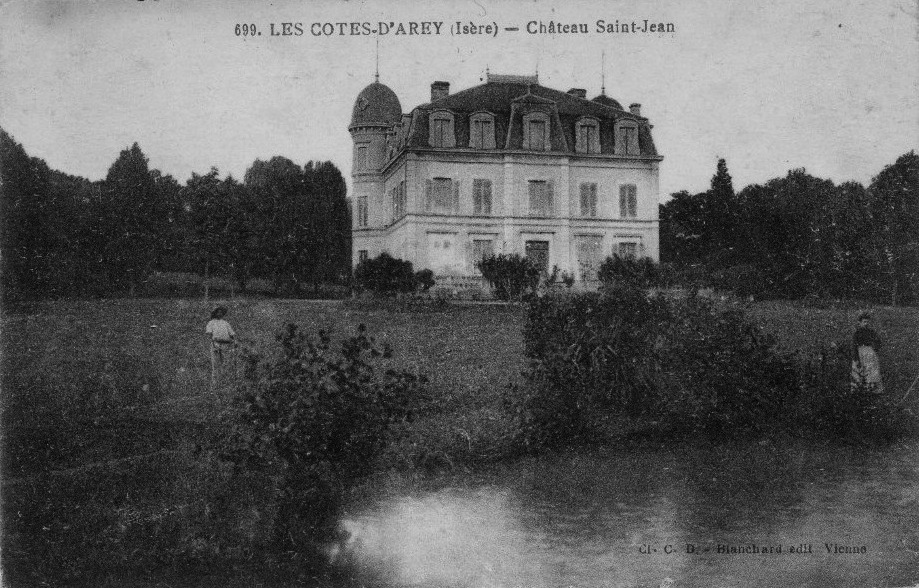
Schloss auf einer alten Postkarte

- Schloss